# 無性戀
無性戀，也稱為无性爱，是指認為他人缺乏性吸引力，或是缺乏或有著低度性欲的狀態。有些說法認為這和异性恋、同性戀、双性恋等一樣是一種性取向；另一些則認為無性戀是「性取向不存在」。
無性戀與性禁慾和獨身主義不同，後者是有關性行為的，但性取向不等同於性行為，性取向被認為是“持久的”。一些無性戀者雖不能受到性吸引或缺少性慾，但仍會因為一些原因而進行性行為。此外，性禁欲的重点在于不进行性欲望的实施，包括部分已经成婚的人士，他们動機通常為個人性格或宗教信仰、法律限制等因素。独身主义者重点在于不恋爱、不结婚；不排除部分人士存在寻找牛郎、妓女等角色或手淫进行性欲望满足的行为。
接受無性戀是一種性取向的觀點與對無性戀的科學研究在當下仍才剛剛起步，對無性戀生理和心理方面的研究正處於進展中。一些研究者認為無性戀是一種性取向，但這一觀點遭到了另一些研究者的反對。
自互聯網與社交媒體出現以來，許多無性戀社群得以建立，其中最著名的是無性戀能見度和教育網絡（The Asexual Visibility and Education Network），該網站於2001年由大衛·傑創立。

## 無性戀者的自身認同
無性戀有時被稱為 ace（來自缩短"無性戀"的英文拼音），無性戀社群有時也被研究人員或無性戀者稱為ace社群。無性戀可以有很廣泛的定義，因為各個無性戀者之間可能有很大的差異。研究人員們通常將無性戀定義為不受到性吸引，或是對性行為缺乏興趣，而無性戀者們可能會將無性戀定義為“指缺乏或少有性慾、性吸引、性行為，僅僅享受浪漫的戀愛關係”。但無性戀者們也可能會因自身的認同而有著與彼此不同的定義。
The Asexual Visibility and Education Network（AVEN）將無性戀定義為“指一個人不感受到性吸引力”，並發表了“又一個截然不同的性少數民族誕生了，他們在發現和探索自己的性取向時短暫的稱呼自己為無性戀”以及“並沒有一個像石蕊試紙一樣的東西能夠直接確定一個人是否為無性戀”。無性戀就像其他的性向認同一樣 — 它的核心概念只是一個人們用來尋找自我的詞。如果有人覺得無性戀這個詞很適合用來表達他們自己，我們十分鼓勵他們去使用這個詞彙。
雖然無性戀者一般不感受到性吸引，只想投入純粹的浪漫關係，但還是有一些無性戀提出他們會感受到性吸引，只是對於性行為不感興趣，另外也有些無性戀者喜歡一些親密而非性的肢體動作，如：擁抱、接吻、牽手。一些無性戀可能會因好奇心而參與性活動，也有些會藉由自慰來發洩性慾，而其他的無性戀則不認為有必要這麼做。
關於無性戀的性活動特別的是，對於自慰的需求或慾望普遍被無性戀們稱為性衝動，他們不認為自慰是因為感受到了性吸引，或是因為一個人是有性戀；會進行自慰的無性戀通常認為它是一個自然現象，並不是自己可能是有性戀的象徵，並且可能不覺得自慰是愉快的。而一些無性戀則可能有勃起功能障礙，參與性活動對它們來說是不可能的。無性戀各自對性行為的想法都不同；有些人可能會和伴侶發生性行為，但他們對於性行為很冷漠；有些則是強烈反對發生性行為，但是無性戀通常並不會因為別人有性行為而討厭他們。
無性戀們有著一些自己的性向標籤，這些標籤同時表明了他們的性別認同以及浪漫傾向。 他們有可能使用一些已經存在的有性戀的性取向標籤來表明身分，或者使用他們自己的術語。無性戀的術語中，性取向（sexual）被替換成了浪漫傾向（romantic），如：
- 無浪漫傾向（aromantic）：不感受到浪漫吸引力
- 雙性浪漫傾向（biromantic）：類似於雙性戀
- 異性浪漫傾向（heteroromantic）：類似於異性戀
- 同性浪漫傾向（homoromantic）：類似於同性戀
- 泛性浪漫傾向（panromantic）：類似於泛性戀

有些人可能會認同自己是灰色性向，灰色性向可以包涵灰色浪漫傾向、半浪漫傾向、半性向（demisexual、semisexual）等，他們認為自己介於無浪漫傾向及浪漫傾向之間，或是介於無性戀及有性戀之間。demisexual可能會在與人建立了很深的情感聯繫後而感受到性吸引或性慾，而semisexual則是指一個人只感受到性衝動，對別人卻無法感受到性吸引。
在無性戀社群中還存在一些無性戀者自行發明的術語，如friend-focused，代表超越友情的非浪漫關係。另一些術語像是squashes和zucchinis（西葫蘆），分別代表非浪漫的戀愛以及酷兒柏拉圖式關係。還有non-asexual及allosexual等詞彙借代有性戀的人。有些無性戀用撲克牌的王牌（ace）來表明他們的浪漫傾向，像是用黑桃A來表示自己是無浪漫傾向者，用紅心A表示自己有浪漫傾向。

## 研究

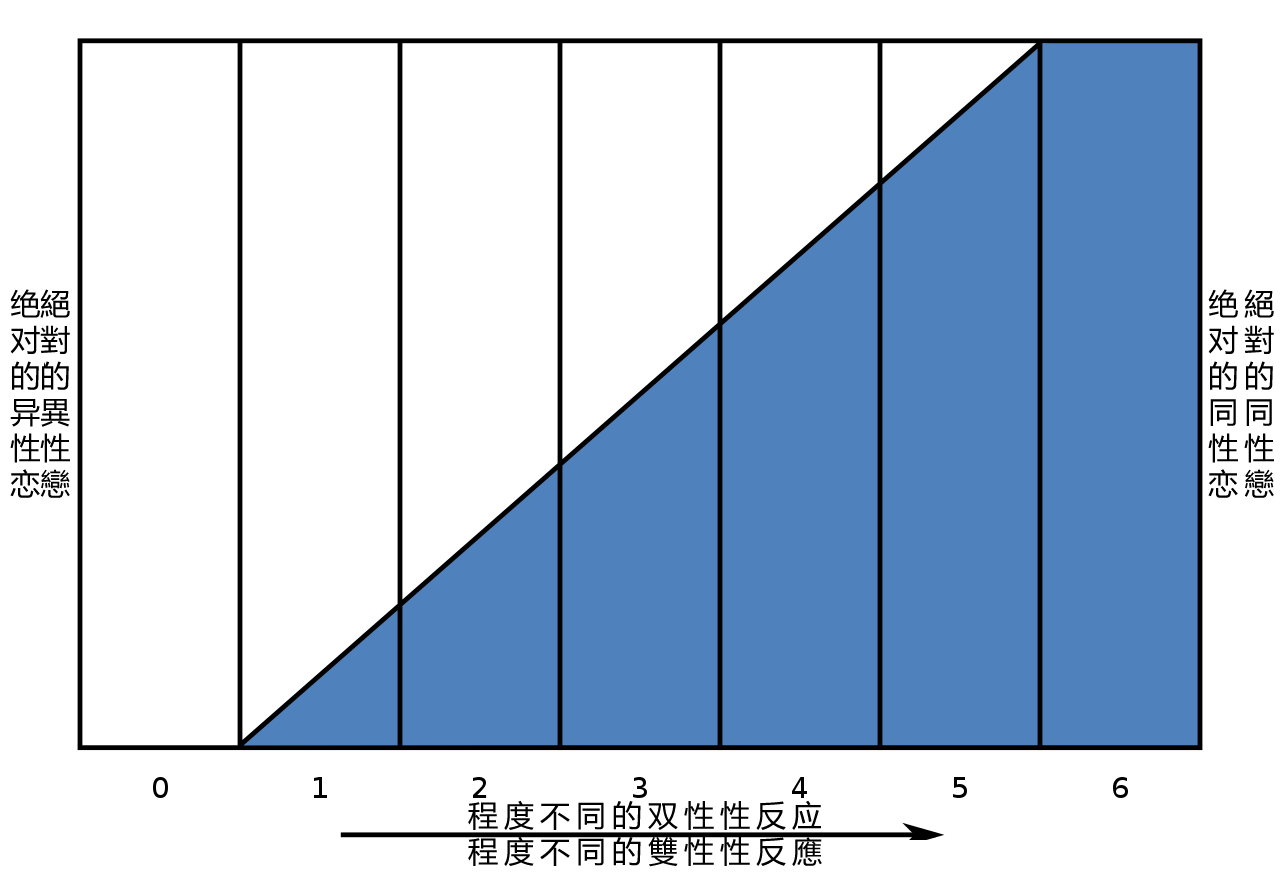
金賽量表，基於一個人的性反應來區分一個人的性取向的量表。表中除了等級0（絕對的異性戀）到等級6（絕對的同性戀）之外，還有一個等級"X"，表示沒有性反應。

### 流行度
無性戀不是一個新的傾向，只是"無性戀"這個詞相對較新穎而已。英國衛報的S·E·史密斯說無性戀的人數不見得有增加，可能只是無性戀的能見度增加了。阿爾弗雷德·金賽的金賽量表將人依據對異性及同性的性反應分為0到6級，並加入了一個「X」等級來表示「沒有社會性的聯繫或反應的人」，而在現代，這被歸類為了無性戀。學者Justin J. Lehmiller 指出：「金賽量表的X分類強調了缺少性行為，而現代定義則是強調無性戀是缺少性吸引。因此，金賽量表對於無性戀來說可能不準確。」金賽將1.5%的成年男性歸類在了X，在金賽報告的第二本書"女性性行為"中，他細分了各種人被歸類在X的比例：未婚女性 = 14-19%，已婚女性 = 1-3%，曾經有過婚姻的女性 = 5-8%，未婚男性 = 5-8%，已婚男性 = 0%，曾經有過婚姻的男性 = 1-2%
在1994年，關於無性戀的人數有了更進一步的數據，一個英國的研究團隊因為愛滋病的流行而對18,876名英國受訪者做了全面的問卷調查。問卷中包含了一道關於性吸引的題目，結果1.05%的受訪者回答了「從未感受過性吸引。」之後，加拿大的性研究者安東尼·博加特從2004年開始進行了對於這個現象的一系列研究，安東尼·博格特的研究指出了1%的英國人不感受到性吸引，但他相信不只有1%的人是無性戀，他注意到了30%原本要加入調查的人選擇了退出，而其中許多是對於性行為較不感興趣的人，因為無性戀在參與者中比較容易被忽視。同一個研究中的同性戀和雙性戀人數也只有約1.1%，比其他研究指出的比例少了很多。
對比安東尼·博格特的數據，一個2013年發表的研究指出，根據於2000-2001年進行的《英國全國性態度和生活形態調查》（The National Survey of Sexual Attitudes and Lifestyles）的數據，在16-44歲的英國人間無性戀的流行度只有0.4%。這個數字和10年前的首次《英國全國性態度和生活形態調查》在同年齡層中的數據0.9%相差不少。安東尼·博格特在2015年時也發現了兩次調查間之間數據的減少。此外艾肯、默瑟、卡塞爾發現了不同種族的受訪者之中存在不感受到性吸引的人的比例差異的證據；不論男女，來自印度和巴基斯坦的人較有可能不感受到性吸引力。
YouGov在2015年進行的一項調查中，1,632名英國成年人被要求根據金賽量表將自己分至其中一類，1%的參與者選擇了"無性向"。共佔0%的男性，2%的女性。

### 性取向及心理健康
學者之間對於無性戀是否算是一種性取向有著很大的爭議。無性戀被一些學者與性欲機能減退障礙（HSDD）比較並畫上了等號，因為兩者都是缺少感受性吸引的能力，HSDD被用來醫療化了無性戀，但是無性戀通常不被認為是一種疾病或是性功能障礙（像是性高潮障礙、性感缺乏等），因為一個無性戀者不一定有醫學上的障礙或是社交障礙。不同於HSDD，無性戀一般不會因為性方面的事情感到「顯著的痛苦」、感到具有社交困難，或是缺少性刺激；無性戀被認為是持久的無法感受到性吸引。一個研究發現和HSDD比較起來，無性戀者較沒有性欲、性經驗、對於性的負面情緒以及憂鬱症狀。研究人員說，無性戀中並沒有包含異常比例的述情障礙、憂鬱症或是人格障礙族群。並且有些人就算自己無性的狀態被以上述症狀作為解釋，仍然堅持著自己的無性戀身分。

### 性
有些無性戀可能會藉由自慰來發洩性欲，或藉由性行為來取悅伴侶（見上文）。Fischer等人報告了：「研究無性戀者生理的學者們指出，無性戀者是會有性喚醒的，但是可能並不會有主觀體驗。也就是說，就算身體發生了性喚醒，在心理及情感層面可能還是不會受到喚醒。」
在2007年的一個由金賽研究所贊助的小測試中，發現了無性戀者「對於和伴侶發生性行為有著較少的慾望並且較少受到性喚醒，但是對於自慰的慾望和抑制能力與有性戀者相差不大」。

## 無性戀文化

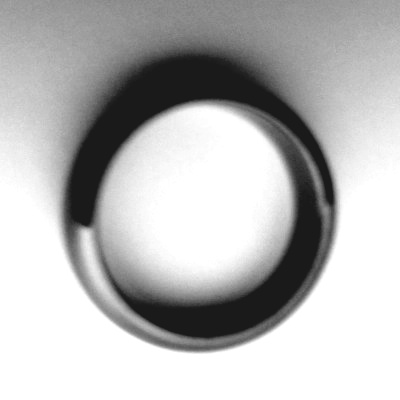
一些無性戀會在右手的中指上戴上黑色戒指以表示自己無性戀的身分。

### 主流文化
目前還很少關於無性戀社群歷史的研究。在1990年代時，就已經有一些關於缺少性欲的人的私人網站，但是學者們說由自稱無性戀的人組成的社群僅能追溯到21世紀初，因為當時的虛擬社群變得更受歡迎。Volkmar Sigusch說當時有一些像是「Leather Spinsters」的無性戀團體，還有Geraldin van Vilsteren在荷蘭建立的「Nonlibidoism Society」（無性欲者社區），在Yahoo! Groups上也有一個叫做「Haven for the Human Amoeba」的無性戀社群。The Asexual Visibility and Education Network（AVEN）則是由美國的無性戀的行動主義者大衛·傑在2001年創立的一個針對無性戀議題的組織。它的目標是「建立大眾對無性戀的接受、討論無性戀問題以及促進無性戀社會的成長」。